# Lunamatrona
Lunamatrona (en sard, Lunamadrona) és un municipi italià, dins de la província de Sardenya del Sud. L'any 2007 tenia 1.819 habitants. Es troba a la regió de Marmilla. Limita amb els municipis de Collinas, Pauli Arbarei, Sanluri, Siddi, Villamar i Villanovaforru.

## Administració
| Període | Identitat         | Partit        |
| ------- | ----------------- | ------------- |
| 2005-   | Alessandro Merici | Llista cívica |